# Final del Torneo Apertura 2012 (Colombia)
La final del Torneo Apertura 2012 de la Categoría Primera A del fútbol profesional colombiano fue una serie de partidos de fútbol que se jugaron los días 11 y 15 de julio de 2012 para definir al primer campeón del año del fútbol en Colombia. La disputaron los ganadores de los cuadrangulares semifinales: Deportivo Pasto y Santa Fe. Otorgando el título de campeón a Independiente Santa Fe luego de imponerse por  2-1 en el global frente al Deportivo Pasto.

## Antecedentes
Esta fue la segunda ocasión en que pastusos y bogotanos se enfrentaron en una final. La primera ocasión fue en la Copa Colombia 2009, donde el equipo 'Cardenal' se impuso en el Estadio Nemesio Camacho El Campín en la serie de tiros desde el punto penal por 5-4 (3-3 global), cortando una racha de 34 años sin obtener ningún título. Al igual que en aquella ocasión, de nuevo fue Independiente Santa Fe el equipo ganador del campeonato, permitiéndole de esta manera finalizar con casi 4 décadas sin poder llegar a lo más alto de la Categoría Primera A del fútbol colombiano e imponiéndose por 2-1 en la serie global frente al Deportivo Pasto, lo que le otorgó el título por séptima vez frente a su público en el Estadio Nemesio Camacho El Campín.
En cuanto a finales de la Categoría Primera A, Deportivo Pasto logró su primer título en el Torneo Apertura 2006 bajo la dirección técnica del argentino Oscar Héctor Quintabani, luego de vencer 2 por 1 en el marcador global al Deportivo Cali.
Previamente, en el Torneo Finalización 2002, Pasto jugó por el título contra Independiente Medellín pero perdió 3 por 1 en el marcador global, lo cual permitió al 'Poderoso' acabar con su sequía de 45 años sin lograr el título de la máxima categoría del fútbol colombiano.
Cabe anotar que Deportivo Pasto jugará su quinta final desde el año 2009, tercera de forma consecutiva. Además es el primer equipo del fútbol colombiano en disputar una final por el título en la máxima categoría del balompié colombiano, siendo recientemente ascendido de la Primera B.
Por su parte, Independiente Santa Fe ha ganado con este, siete veces el título de campeón colombiano, en las temporadas 1948, 1958, 1960, 1966, 1971, 1975 y el Apertura 2012.
Esta fue la segunda final del equipo capitalino desde la implementación de los 'torneos cortos' en el año 2002. La primera, fue en el Torneo Apertura 2005 contra Atlético Nacional, cayendo 2-0 en Medellín, luego del empate 0-0 en el partido de ida en Bogotá.

## Estadísticas previas
Total de partidos jugados en el Torneo Apertura 2012 por ambos equipos:
| Ciudad | Equipo          | Pts | PJ | G  | E  | P | GF | GC | Dif |
| ------ | --------------- | --- | -- | -- | -- | - | -- | -- | --- |
|        | Santa Fe        | 42  | 24 | 11 | 10 | 3 | 39 | 25 | 14  |
|        | Deportivo Pasto | 38  | 24 | 9  | 11 | 4 | 31 | 24 | 7   |

- Leyenda:  Pts=Puntos; PJ=Partidos jugados; G=Partidos ganados; E=Partidos empatados; P=Partidos perdidos; GF=Goles a favor; GC=Goles en contra; DIF=Diferencia de gol

## Llave
|                            | vs. |                       |
| -------------------------- | --- | --------------------- |
| Independiente Santa Fe 1 2 | vs. | Deportivo Pasto 1 0 1 |

## Desarrollo de la final

### Partido de ida
| 1    | POR  | José Fernando Cuadrado |     |
| 28   | DEF  | Juan Carlos Mosquera   |     |
| 2    | DEF  | Wilson Galeano         |     |
| 14   | DEF  | Marino García          |     |
| 20   | DEF  | Gilberto García        | 13' |
| 7    | DEF  | Kévin Rendón           |     |
| 31   | MED  | Carlos Giraldo         |     |
| 11   | MED  | Omar Andrés Rodríguez  |     |
| 17   | MED  | Óscar Iván Méndez      |     |
| 22   | MED  | René Rosero            | 78' |
| 9    | DEL  | Edwards Jiménez        |     |
| D.T. | D.T. | Flabio Torres          |     |

| 12   | POR  | Camilo Vargas        |     |
| 3    | DEF  | Julián Quiñones      |     |
| 2    | DEF  | Germán Centurión     |     |
| 21   | DEF  | Francisco Meza       |     |
| 4    | MED  | Sergio Otálvaro      |     |
| 17   | MED  | Juan Daniel Roa      |     |
| 20   | MED  | Gerardo Bedoya       |     |
| 7    | MED  | Luis Carlos Arias    | 86' |
| 10   | MED  | Omar Sebastián Pérez |     |
| 11   | DEL  | Jonathan Copete      | 82' |
| 31   | DEL  | Diego Cabrera        |     |
| D.T. | D.T. | Wilson Gutiérrez     |     |

| 18 | MED | Mauricio Mina        | 13' 65' |
| 13 | DEL | Víctor Manuel Zapata | 65'     |
| 10 | MED | Sebastián Villota    | 78'     |

| 70 | MED | Edwin Cardona  | 82' |
| 5  | MED | Yulian Anchico | 86' |

| Anotado | 25' | Kévin Rendón | 1:0 |

| Anotado | 44' | Julián Quiñones | 1:1 |  |

|  | 51' | Omar Andrés Rodríguez |  |
|  | 92' | Marino García         |  |

|  | 3'  | Sergio Otálvaro   |  |
|  | 22' | Luis Carlos Arias |  |
|  | 35' | Gerardo Bedoya    |  |
|  | 64' | Juan Daniel Roa   |  |
|  | 89' | Edwin Cardona     |  |

| Árbitro:             | Luis Sánchez     |
| Árbitros asistentes: | Abraham González |
| Árbitros asistentes: | Wílmar Navarro   |
| Emergente            | Jorge Sierra     |
| Observador arbitral  | Otalvaro Polanco |
|                      |                  |

| 1    | POR  | José Fernando Cuadrado |     |
| 28   | DEF  | Juan Carlos Mosquera   |     |
| 2    | DEF  | Wilson Galeano         |     |
| 14   | DEF  | Marino García          |     |
| 20   | DEF  | Gilberto García        | 13' |
| 7    | DEF  | Kévin Rendón           |     |
| 31   | MED  | Carlos Giraldo         |     |
| 11   | MED  | Omar Andrés Rodríguez  |     |
| 17   | MED  | Óscar Iván Méndez      |     |
| 22   | MED  | René Rosero            | 78' |
| 9    | DEL  | Edwards Jiménez        |     |
| D.T. | D.T. | Flabio Torres          |     |

| 12   | POR  | Camilo Vargas        |     |
| 3    | DEF  | Julián Quiñones      |     |
| 2    | DEF  | Germán Centurión     |     |
| 21   | DEF  | Francisco Meza       |     |
| 4    | MED  | Sergio Otálvaro      |     |
| 17   | MED  | Juan Daniel Roa      |     |
| 20   | MED  | Gerardo Bedoya       |     |
| 7    | MED  | Luis Carlos Arias    | 86' |
| 10   | MED  | Omar Sebastián Pérez |     |
| 11   | DEL  | Jonathan Copete      | 82' |
| 31   | DEL  | Diego Cabrera        |     |
| D.T. | D.T. | Wilson Gutiérrez     |     |

| 18 | MED | Mauricio Mina        | 13' 65' |
| 13 | DEL | Víctor Manuel Zapata | 65'     |
| 10 | MED | Sebastián Villota    | 78'     |

| 70 | MED | Edwin Cardona  | 82' |
| 5  | MED | Yulian Anchico | 86' |

| Anotado | 25' | Kévin Rendón | 1:0 |

| Anotado | 44' | Julián Quiñones | 1:1 |  |

|  | 51' | Omar Andrés Rodríguez |  |
|  | 92' | Marino García         |  |

|  | 3'  | Sergio Otálvaro   |  |
|  | 22' | Luis Carlos Arias |  |
|  | 35' | Gerardo Bedoya    |  |
|  | 64' | Juan Daniel Roa   |  |
|  | 89' | Edwin Cardona     |  |

| Árbitro:             | Luis Sánchez     |
| Árbitros asistentes: | Abraham González |
| Árbitros asistentes: | Wílmar Navarro   |
| Emergente            | Jorge Sierra     |
| Observador arbitral  | Otalvaro Polanco |
|                      |                  |

#### Reacciones

##### Pasto
El trabajo arbitral de Luis Sánchez fue desastroso porque omitió una pena máxima en un partido de final y también fue permisivo en las faltas de Santa Fe. La serie está abierta, esto está 50-50. Ambos tenemos la misma posibilidad. Ir a Bogotá no es un impedimento para ganar, vamos a un buen escenario y nosotros hemos sacado resultados importantes de visitante"
Flabio Torres, Tecnico del Deportivo Pasto.

Tenemos que levantar cabeza y pensar en lo que va a ser el partido en Bogotá. Estamos dolidos porque ellos se fueron celebrando y vamos a ver qué pasará en el próximo partido. Nosotros no le vamos a salir a empatar a nadie, somos un equipo peligroso de visitante, lo hemos demostrado a través del semestre y no le tenemos miedo a Santa Fe”.
Kévin Rendón, mediocampista del Deportivo Pasto.

##### Santa Fe
Pasto comenzó presionando y de pelota quieta nos marcaron. Pero de ahí en adelante recuperamos la pelota, atacamos, creamos posibilidades y tras nuestro empate nos paramos mejor".
Wilson Gutiérrez, técnico de Santa Fe.

Faltan cosas por mejorar, nos falta un poco de tenencia de balón. Afortunadamente cuando el fútbol no aparece tenemos posibilidades con la pelota detenida".
Omar Sebastian Pérez, mediocampista de Santa Fe.

### Partido de vuelta
| 12   | POR  | Camilo Vargas           |     |
| 4    | DEF  | Sergio Otálvaro         |     |
| 3    | DEF  | Julián Quiñones         |     |
| 21   | DEF  | Francisco Meza          |     |
| 5    | DEF  | Yulian Anchico          | 69' |
| 7    | MED  | Luis Carlos Arias       |     |
| 16   | MED  | Daniel Alejandro Torres |     |
| 17   | MED  | Juan Daniel Roa         |     |
| 10   | MED  | Omar Sebastián Pérez    |     |
| 11   | DEL  | Jonathan Copete         | 81' |
| 31   | DEL  | Diego Cabrera           | 83' |
| D.T. | D.T. | Wilson Gutiérrez        |     |

| 1    | POR  | José Fernando Cuadrado |     |
| 28   | DEF  | Juan Carlos Mosquera   |     |
| 14   | DEF  | Marino García          |     |
| 24   | DEF  | John Jairo Montaño     |     |
| 20   | DEF  | Gilberto García        |     |
| 7    | DEF  | Kévin Rendón           | 74' |
| 31   | MED  | Carlos Giraldo         | 75' |
| 11   | MED  | Omar Andrés Rodríguez  |     |
| 17   | MED  | Óscar Iván Méndez      | 50' |
| 22   | MED  | René Rosero            |     |
| 9    | DEL  | Edwards Jiménez        |     |
| D.T. | D.T. | Flabio Torres          |     |

| 70 | MED | Edwin Cardona | 69' |
| 14 | DEL | Óscar Rodas   | 81' |
| 25 | DEL | Mario Gómez   | 83' |

| 13 | DEL | Víctor Manuel Zapata | 50' |
| 18 | MED | Mauricio Mina        | 74' |
| 10 | MED | Sebastián Villota    | 75' |

| Anotado | 70' | Jonathan Copete | 1:0 |

|  |

|  | 25' | Daniel Alejandro Torres |  |
|  | 61' | Francisco Meza          |  |
|  | 87' | Mario Efrain Gómez      |  |

|  | 15' | José Fernando Cuadrado |  |
|  | 44' | René Rosero            |  |
|  | 88' | Juan Sebastián Villota |  |

| Árbitro:             | Wilmar Roldán    |
| Árbitros asistentes: | Humberto Clavijo |
| Árbitros asistentes: | Alexander Guzmán |
| Emergente            | Adrián Vélez     |
| Observador arbitral  | Pablo Montoya    |
|                      |                  |

| 12   | POR  | Camilo Vargas           |     |
| 4    | DEF  | Sergio Otálvaro         |     |
| 3    | DEF  | Julián Quiñones         |     |
| 21   | DEF  | Francisco Meza          |     |
| 5    | DEF  | Yulian Anchico          | 69' |
| 7    | MED  | Luis Carlos Arias       |     |
| 16   | MED  | Daniel Alejandro Torres |     |
| 17   | MED  | Juan Daniel Roa         |     |
| 10   | MED  | Omar Sebastián Pérez    |     |
| 11   | DEL  | Jonathan Copete         | 81' |
| 31   | DEL  | Diego Cabrera           | 83' |
| D.T. | D.T. | Wilson Gutiérrez        |     |

| 1    | POR  | José Fernando Cuadrado |     |
| 28   | DEF  | Juan Carlos Mosquera   |     |
| 14   | DEF  | Marino García          |     |
| 24   | DEF  | John Jairo Montaño     |     |
| 20   | DEF  | Gilberto García        |     |
| 7    | DEF  | Kévin Rendón           | 74' |
| 31   | MED  | Carlos Giraldo         | 75' |
| 11   | MED  | Omar Andrés Rodríguez  |     |
| 17   | MED  | Óscar Iván Méndez      | 50' |
| 22   | MED  | René Rosero            |     |
| 9    | DEL  | Edwards Jiménez        |     |
| D.T. | D.T. | Flabio Torres          |     |

| 70 | MED | Edwin Cardona | 69' |
| 14 | DEL | Óscar Rodas   | 81' |
| 25 | DEL | Mario Gómez   | 83' |

| 13 | DEL | Víctor Manuel Zapata | 50' |
| 18 | MED | Mauricio Mina        | 74' |
| 10 | MED | Sebastián Villota    | 75' |

| Anotado | 70' | Jonathan Copete | 1:0 |

|  |

|  | 25' | Daniel Alejandro Torres |  |
|  | 61' | Francisco Meza          |  |
|  | 87' | Mario Efrain Gómez      |  |

|  | 15' | José Fernando Cuadrado |  |
|  | 44' | René Rosero            |  |
|  | 88' | Juan Sebastián Villota |  |

| Árbitro:             | Wilmar Roldán    |
| Árbitros asistentes: | Humberto Clavijo |
| Árbitros asistentes: | Alexander Guzmán |
| Emergente            | Adrián Vélez     |
| Observador arbitral  | Pablo Montoya    |
|                      |                  |

|                                           |
| Bandera de Colombia                       |
| Campeón Independiente Santa Fe 7.º título |

#### Reacciones

##### Santa Fe
Después de 37 años siento una inmensa alegría por este título, la misma que esta sintiendo toda esta gente, y le doy la gloria a Dios por permitirme dar tanta felicidad a todo el mundo, lo siento en el corazón y es algo muy importante para mí".
Wilson Gutiérrez, técnico de Santa Fe.

Los hinchas siempre apoyaron, ellos fueron fundamentales en la conquista del título. Siempre nos sentimos respaldados, se lo merecen, ellos se lo merecen...Ya ganamos pero queremos más. Vamos por la octava, esto no para acá, tenemos más para dar".
Omar Sebastian Pérez, mediocampista de Santa Fe.

##### Pasto
En el segundo tiempo a Pasto le faltó jerarquía e identidad. Perdimos mucho el balón, no tuvimos peso ofensivo y desde ese punto de vista era muy difícil que uno haga gol si no pisa el área contraria"."
Flabio Torres, Tecnico del Deportivo Pasto.

Creo que fue una final en que cualquiera de los dos podría haberse llevado el título. En el primer tiempo propusimos de a poco. Santa Fe no encontraba su ritmo de juego y sabíamos que iban a buscar las faltas, iban a incomodar. El árbitro pitó infracciones que nos perjudicaron, ahí estuvo la diferencia. Santa Fe con ese gol se llevó el título, aprovecharon  y es justo ganador”.
Omar Andrés Rodríguez, Mediocampista del Deportivo Pasto.